# Idioma anserma
Anserma es una lengua chocoana extinta de Colombia. Los dialectos incluían Caramanta y Cartama.
Marcelo Jolkesky (2016) también señala que existen similitudes léxicas con las lenguas barbacoanas debido al contacto.